# AHP

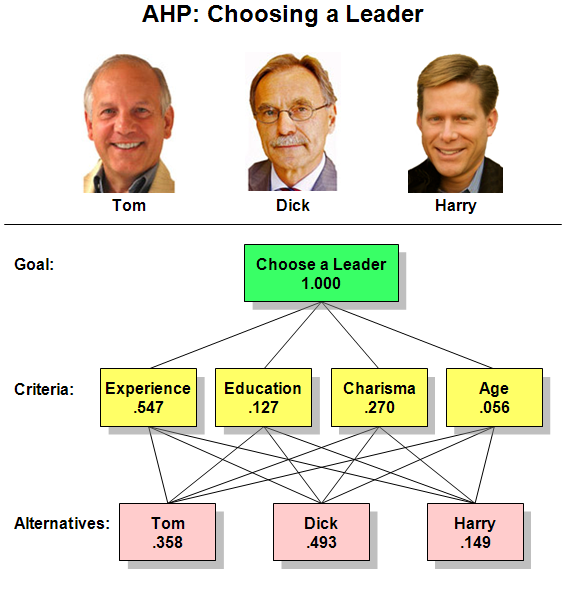
En enkel AHP hierarki. Målet är att välja ledaren som passar bäst bland tre kandidater. Faktorn som tas hänsyn till är erfarenhet, utbildning, karisma och ålder. Enligt processen passar Dick bäst sedan Tom och sedan Harry.

AHP eller Analytic hierarchy process är en teknik för att organisera och analysera beslutsfattandet under komplexa scenarier, baserade på matematik samt psykologi. Tekniken har utvecklats av Thomas L. Saaty under 1970-talet och har studerats och förfinats sedan dess.  Metoden kan användas för att väga både kvalitativa och kvantitativa kriterier mot varandra. Det finns många möjliga tillämpningar. 

## Tillämpning
AHP kan tillämpas på:
- att välja ett bland flera alternativ, oftast när det finns flera kriterier.
- att sortera alternativen i en ordning från mest till minst önskvärda

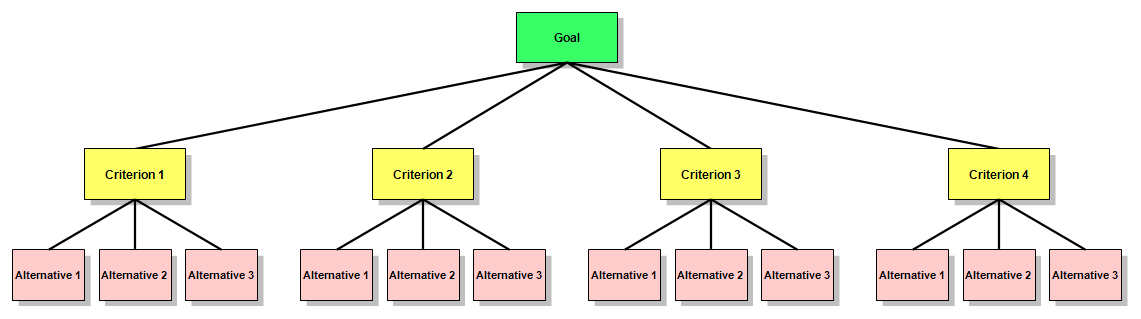
AHP hierarkin när det finns tre alternativ för att nå målet och fyra kriterier som ska användas för att avgöra mellan alternativen.

- Resursfördelning
- Riktmärkning
- Kvalitetsteknik
- Att lösa konflikter och tvister